# Der Palast der Träume
Der Palast der Träume (albanisch Pallati i ëndrrave) ist ein Roman des albanischen Schriftstellers Ismail Kadare (1936–2024) aus dem Jahr 1981. Das Werk wurde in den Jahren 1972 und 1973 konzipiert und zwischen 1976 und 1981 geschrieben. Er gilt weithin als eines von Kadares Meisterwerken. Es ist ein antitotalitärer Roman, geschrieben und veröffentlicht in einem totalitären Land. Obwohl die Geschichte auf den ersten Blick das Osmanische Reich angreift, schlägt er jedes totalitäre System nieder, das versucht, absolute Macht über das Individuum auszuüben.
Nach einer Dringlichkeitssitzung des Albanischen Schriftstellerverbandes und einer öffentlichen Verurteilung durch Ramiz Alia, dem designierten Nachfolger von Enver Hoxha, wurde der Roman zwei Wochen nach seiner Veröffentlichung verboten, obwohl das Buch zu diesem Zeitpunkt bereits „in einer absurden Wendung“ ausverkauft war.
Der Palast der Träume befindet sich angeblich im Osmanischen Reich, aber in einer bewusst ungenauen Vergangenheit, die vom Mythos beschattet ist und den modernen totalitären Staat repräsentieren soll. Die Geschichte folgt dem raschen Aufstieg von Mark-Alem, einem jungen Albaner der mächtigen Familie Köprülü im Osmanischen Reich, innerhalb des bürokratischen Regimes des namensgebenden Palastes. Er hat den Auftrag dieses zwielichtigen Ministeriums, die Träume der Untertanen des Reiches zu sammeln, zu untersuchen und zu interpretieren, um die Meisterträume aufzudecken, von denen angenommen wird, dass sie das zukünftige Schicksal des Sultans und des Staates bestimmen.

## Hintergrund
Kadare tarnte einen Auszug aus dem Roman als Kurzgeschichte und veröffentlichte ihn 1980 zusammen mit den Geschichten Der zerrissene April, „Doruntinas Heimkehr“ und Die Hochzeit in einer Sammlung von vier Novellen mit dem Titel „Gjakftohtësia“ (Kaltblütigkeit). Aufgrund seiner scheinbar historischen Natur blieb der Auszug von der Zensur unbemerkt. Im folgenden Jahr gelang es Kadare, den gesamten Roman unter dem gleichen Titel in die zweite Ausgabe von „Emblema e dikurshme“ (Zeichen der Vergangenheit) hineinzuschmuggeln. Da die Geschichte bereits einmal grünes Licht bekommen hatte, gelang es ihr, der Aufmerksamkeit der Zensoren erneut zu entkommen.
Erst nach seinem Erscheinen bemerkte man jedoch, wie sehr die Romankulisse der Innenstadt von Tirana ähnelte, insbesondere dem Skanderbeg-Platz, von dem aus man das wenige Meter entfernte Zentralkomitee der Partei der Arbeit Albaniens deutlich sehen konnte. Das Buffet und das Archiv des Palastes der Träume erinnerten die Leser an die realen Entsprechungen bei diesem Gebäude. Ähnlichkeiten zwischen der totalitären Atmosphäre im Roman und dem Klima des Terrors in der Sozialistischen Volksrepublik Albanien wurden auch von den Lesern aufgegriffen, ebenso wie die Tatsache, dass der Roman, obwohl er im Osmanischen Reich spielt, nur geringe Ansätze zu historischer Genauigkeit zeigt. Im Gegenteil: der Roman ist reich an absichtlichen Anachronismen und mehrdeutigen Passagen, deren Ziel es ist, die Geschichte so aktuell wie möglich zu machen. Dies ist ein gemeinsames Merkmal der meisten Romane von Kadare.

## Plot
Der Palast der Träume, der in der sybaritischen, wenn auch etwas trägen Atmosphäre des Osmanischen Reiches stattfindet, ist Kadares eigener Aussage zufolge die Verwirklichung seines langfristigen Traumes, eine personalisierte Vision der Hölle zu konstruieren. Entwickelt als modernes Gegenstück zu Dantes Inferno, vergleichen sie Literaturkritiker mit ähnlichen literarischen Fiktionen von Franz Kafka, George Orwell, Jewgeni Samjatin und Jorge Luis Borges.
Mark-Alem ist ein zwanzigjähriger Albaner, ein Nachkomme der (echten) einflussreichen Familie Köprülü in der Zeit der größten Macht des Osmanischen Reiches. Auf die Idee seines Onkels, des Wesirs und Außenministers, wird Mark-Alem eine Stelle bei dem mysteriösen und gefürchteten Tabir Sarai (Palast der Träume) angeboten, einem Regierungsbüro, das für das Studium der Träume zuständig ist. Obwohl er unerfahren ist, wird er auf der Grundlage einer „Empfehlung, die zwischen Bedrohung und Mäzenatentum hängt (‚Sie passen zu uns …‘)“, in der Abteilung „Auswahl“ des Palastes eingestellt, wo er unter anderem verpflichtet ist, eine lange Liste interessanter Träume und Entwurfsinterpretationen der auffälligeren Träume zu machen. Diese werden dann an die geschickteren Interpretierer im Abschnitt „Interpretation“ übertragen. Deren Aufgabe ist es, eine Auswahlliste für die Meister-Interpreten im „Büro des Meistertraums“ zu erstellen, die viel mehr als nur Erfahrung und Traumwörterbücher verwenden und die Symbolik des emblematischsten Meistertraums entschlüsseln, dessen Botschaft am Ende jeder Woche an den Sultan weitergeleitet wird. Da Träume als Gottes Botschaften betrachtet werden, wird angenommen, dass diese Meisterträume die Antworten auf die Zukunft des Reiches enthalten und dazu beitragen können, Unglück abzuwenden und mögliche Bedrohungen aufzuheben.
Als er –  zu seinem eigenen Erstaunen – in Rekordzeit die hierarchische Leiter innerhalb des Tabir Sarai erklimmt, erkennt Mark-Alem allmählich, dass der labyrinthische Palast viele Geheimnisse birgt und viel mehr Einfluss ausübt, als öffentlich erkannt wird. Dies reicht von subversiven Träumern, die für die Produkte ihrer Bewusstlosigkeit verantwortlich sind, bis hin zu Folterungen und der Verantwortung für den Tod ganzer Familien auf der Grundlage von Traumsymbolik – etwas, das im Wesentlichen demjenigen, der den Palast kontrolliert, eine nahezu unbegrenzte Macht verleiht.
Ein anspielender Traum, auf den er stößt, während er noch ein Traumwähler ist, wird sich schließlich als direkt mit den Köprülüs verbunden erweisen, der sie angeblich als albanische Dissidenten innerhalb der osmanischen Regierung offenbart und zu einem blutigen Konflikt zwischen den Anhängern des Sultans und des Wesirs führt. Der verwirrte Mark-Alem ist zwischen den Fronten gefangen, ohne sich des Ausmaßes seiner Schuld, seiner Verantwortung und sogar seiner Identität bewusst zu sein.

## Zensur
Anfang 1982 wurde der Roman aufgrund der offensichtlichen Anspielungen auf die stalinistische Diktatur in Albanien, in Anwesenheit mehrerer Mitglieder des Politbüros, darunter Nexhmije Hoxha und Ramiz Alia, in einer Sonderkonferenz des Albanischen Schriftstellerverbandes streng verurteilt und verboten. Kadare selbst wurden versteckte Angriffe auf das Regime und Anspielungen auf die gegenwärtige Situation in Albanien vorgeworfen. Die Behörden zögerten jedoch aufgrund seiner international anerkannten literarischen Bedeutung, Kadare einzusperren oder zu maßregeln, da sie internationale Gegenreaktionen befürchteten, die sie angesichts des raschen wirtschaftlichen Niedergangs des Landes unbedingt vermeiden wollten. Die westlichen Medien reagierten auf die Verurteilung des Romans mit Protest.

## Deutsche Übersetzung
Eine deutschsprachige Ausgabe erschien erstmals 2003 in Übersetzung durch Joachim Röhm, der auch ein Nachwort hinzufügte, im Ammann-Verlag in Zürich.
- Der Palast der Träume. Ammann, Zürich 2003, ISBN 3-250-60042-3.
- Der Palast der Träume. Fischer, Frankfurt am Main 2005, ISBN 3-596-15762-5.